# Xã Bloomfield, Quận Missaukee, Michigan
Xã Bloomfield (tiếng Anh: Bloomfield Township) là một xã thuộc quận Missaukee, tiểu bang Michigan, Hoa Kỳ. Năm 2010, dân số của xã này là 531 người.